# Antigonia capros
Antigonia capros é uma espécie de peixe pertencente à família Caproidae.
A autoridade científica da espécie é Lowe, tendo sido descrita no ano de 1843.

## Portugal
Encontra-se presente em Portugal, onde é uma espécie nativa.
O seu nome comum é periquito.

## Descrição
Trata-se de uma espécie marinha. Atinge os 30,5 cm de comprimento total nos indivíduos do sexo masculino.